# 新庄子 (彰化縣和美鎮)
新庄子，原寫為新庄仔，是臺灣彰化縣和美鎮的一個地名，位於該鎮東部。相較於今日行政區，其範圍大致包括犁聖里、新庄里、鐵山里東部邊界地帶。

## 歷史
台灣清治末期至日治初期，新庄子地區為一街庄，稱為「新庄仔庄」，隸屬於線東堡。該庄北與柑仔井庄、中藔庄為鄰，東與阿夷庄、牛稠仔庄為鄰，南邊東段為西勢仔庄，南邊西段及西邊為嘉犁庄。
1901年（日治明治三十四年）11月，該庄隸屬於彰化廳。1909年（明治四十二年）10月，改隸屬於臺中廳。1920年（大正九年），該庄改制為「新庄子」大字，隸屬於臺中州彰化郡和美庄。1943年，和美庄升格為和美街。
戰後和美街改制為和美鎮，隸屬於彰化縣，大字亦改制為里。

## 交通
國道1號大致以東北—西南走向經過新庄子地區東南部，境內未設交流道，最近的是南邉的彰化交流道。
縣道139號（彰新路三段～二段）是新港至鹿谷初鄉的道路，大致以北北西－南南東走向經過新庄子地區中部偏東地帶，往西北可前往新港，往東南可前往彰化、南投、集集、鹿谷等地。縣道134號（彰美路二段）是新港至彰化的道路，大致以西北－東南走向經過本地區西南端，往西北可前往和美市區、新港，往東南可前往彰化西勢子接縣道139號。

## 學校
- 新庄國小

## 宗教場所
- 代天宮
- 新福德宮